# Sauviat-sur-Vige

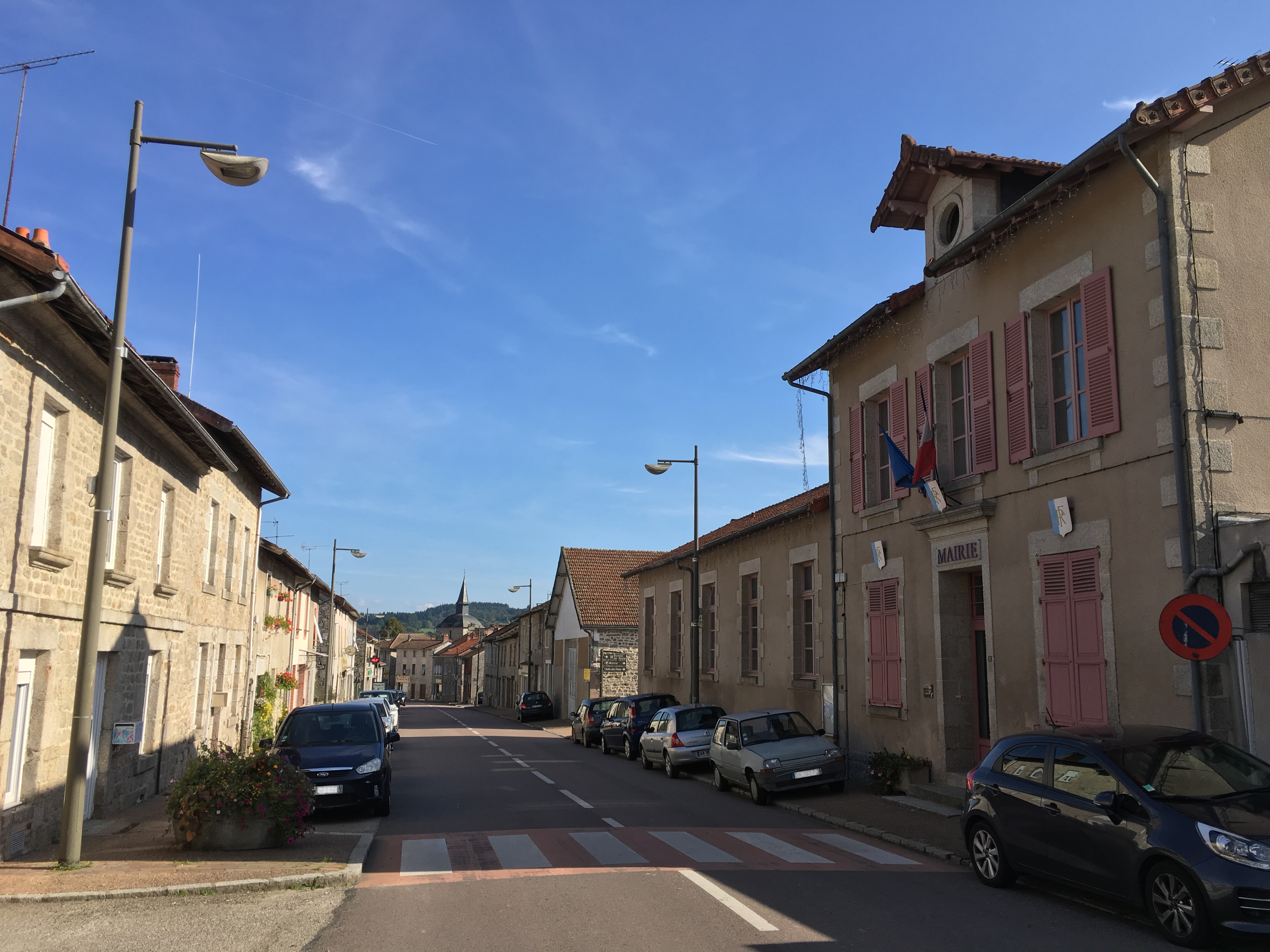
Sauviat-sur-Vige (2017)

Sauviat-sur-Vige ist eine Gemeinde in Frankreich. Sie gehört zur Region Nouvelle-Aquitaine, zum Département Haute-Vienne, zum Arrondissement Limoges und zum Kanton Saint-Léonard-de-Noblat. Sie grenzt im Norden an Saint-Martin-Sainte-Catherine, im Nordosten an Saint-Pierre-Chérignat, im Osten an Saint-Amand-Jartoudeix, im Südosten an Saint-Priest-Palus und Auriat, im Südwesten an Moissannes und im Westen an Le Châtenet-en-Dognon.
Die Route nationale 141 führt über Sauviat-sur-Vige.

## Geschichte
1221 wurde in Sauviat-sur-Vige das Grammontenserpriorat „Épaigne“ mit der Grammontensischen Bezeichnung „Hispania“ gegründet.

### Bevölkerungsentwicklung
| Jahr      | 1962 | 1968 | 1975 | 1982 | 1990 | 1999 | 2008 | 2013 |
| --------- | ---- | ---- | ---- | ---- | ---- | ---- | ---- | ---- |
| Einwohner | 1128 | 1156 | 1164 | 1205 | 1129 | 1044 | 935  | 949  |

## Sehenswürdigkeiten
- Dolmen de la Pierre-Levée
- Kirche Saint-Martin aus dem 13. Jahrhundert mit einem Turm aus dem 17. Jahrhundert